# Entzheim
 Entzheim  es una población y comuna francesa, en la región de Alsacia, departamento de Bajo Rin, en el distrito de Estrasburgo y cantón de Lingolsheim.
Forma parte de la Comunidad urbana de Estrasburgo, encontrándose a unos 12 km de la misma.
Alberga las instalaciones del Aeropuerto Internacional de Estrasburgo.

## Demografía
| 530 | 547 | 556 | 699 | 668 | 704 | 681 | 702 | 689 | 746 | 771 | 724 | 702 | 711 | 672 | 674 | 685 | 707 | 719 | 720 | 637 | 662 | 699 | 696 | 700 | 731 | 944 | 1 153 | 1 092 | 1 173 | 1 796 | 1 855 | 1 796 |
| Para los censos de 1962 a 1999 la población legal corresponde a la población sin duplicidades (Fuente: INSEE [Consultar]) |     |     |     |     |     |     |     |     |     |     |     |     |     |     |     |     |     |     |     |     |     |     |     |     |     |     |       |       |       |       |       |       |